# Malapterurus minjiriya
Malapterurus minjiriya és una espècie de peix de la família dels malapterúrids i de l'ordre dels siluriformes.

## Morfologia
- Els mascles poden assolir 102 cm de llargària total.
- Nombre de vèrtebres: 43-47.[4][5]

## Distribució geogràfica
Es troba a Àfrica: rius Níger, Volta, Omo i Nil Blanc.